# Franklin (Nuevo Hampshire)
Franklin es una ciudad ubicada en el condado de Merrimack en el estado estadounidense de Nuevo Hampshire. En el Censo de 2010 tenía una población de 8.477 habitantes y una densidad poblacional de 112,42 personas por km².
El 18,4% de la población de la ciudad vive por debajo del umbral de pobreza.

## Geografía
Franklin se encuentra ubicada en las coordenadas 43°26′54″N 71°40′4″O / 43.44833, -71.66778. Según la Oficina del Censo de los Estados Unidos, Franklin tiene una superficie total de 75.41 km², de la cual 70.65 km² corresponden a tierra firme y (6.31%) 4.76 km² es agua.

## Demografía
Según el censo de 2010, había 8.477 personas residiendo en Franklin. La densidad de población era de 112,42 hab./km². De los 8.477 habitantes, Franklin estaba compuesto por el 96.2% blancos, el 0.5% eran afroamericanos, el 0.46% eran amerindios, el 0.78% eran asiáticos, el 0.02% eran isleños del Pacífico, el 0.29% eran de otras razas y el 1.75% pertenecían a dos o más razas. Del total de la población el 1.57% eran hispanos o latinos de cualquier raza.